# ماري باركسديل
ماري باركسديل (بالإنجليزية: Mary Barksdale)‏ هي سيدة أعمال وممرضة أمريكية، ولدت في 24 نوفمبر 1920 في جورجيا في الولايات المتحدة، وتوفيت في 9 أكتوبر 1992 في سبرينغفيلد في الولايات المتحدة.